# Mymlan
För bloggaren "Mymlan", se Sofia Mirjamsdotter.
Mymlan är en litterär figur i Tove Janssons böcker om Mumintrollen. Hon är storasyster till Lilla My och dotter till den äldre Mymlan, varför hon ursprungligen kallades Mymlans dotter. Mymlan är därmed också halvsyster till Snusmumriken.
Hennes mor förekommer bara i boken Muminpappans memoarer. I den boken möter den unge Muminpappan och hans vänner Mymlan, som är en stor, rund och sorglös mymla med massor av ungar, medan Mymlans dotter är en smalare mymla, som vi även möter i senare muminböcker. Längre fram i Muminpappans memoarer föds Lilla My och det bekräftas också att den äldre Mymlan och Joxaren är föräldrar till Snusmumriken.
Mymlans dotter är från början ungefär lika sorglös och lekfull som sin mor, men i senare berättelser har hon tagit över ansvaret att uppfostra Lilla My från sin mor och blir då mer förmanande och ordentlig. Hon övertar snart sin mors namn och kallas rätt och slätt Mymlan.
I muminserierna ändras hennes karaktär ytterligare. Där är ett av hennes tydligaste karaktärsdrag att hon ofta blir kär, samt att hon är mycket fåfäng. I den animerade TV-serien I Mumindalen är Mymlan kär bara i Polismästaren.

## Källhänvisningar
1. 1 2 3 4  "Mymlan". Arkiverad 19 augusti 2014 hämtat från the Wayback Machine. Moomin.com. Läst 15 augusti 2014.